# تابع حقیقی

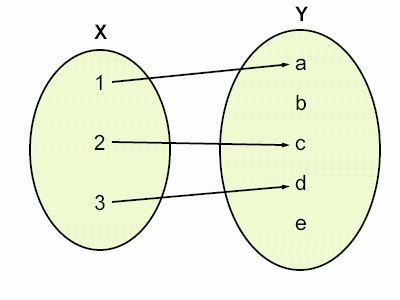
تابع حقیقی در مجموعه اعداد در توابع نمایی

تابع حقیقی به تابعی گفته می‌شود که هم‌دامنه آن مجموعه اعداد حقیقی باشد. چنین توابعی در مبحث آنالیز حقیقی مطالعه می‌شوند.